# Szabó Lajos (tanár)
Szabó Lajos (Komáromújváros, 1921. szeptember 30. – Győr, 1999. február 9.) magyar matematika–fizika szakos tanár, országgyűlési képviselő.

## Életpályája

### Iskolái
1927–1935 között Győrben tanult. 1935–1940 között a győri Királyi Katolikus Tanítóképző diákja volt. 1961–1965 között levelező szakon elvégezte a Pécsi Tanárképző Főiskola matematika-fizika szakát, és általános iskolai tanári diplomát kapott.

### Pályafutása
1940–1945 között katonai szolgálatot teljesített: eleinte a 16. honvéd gyalogezrednél tartalékos zászlós, majd frontszolgálatos volt. 1942–1943 között a 2. hadseregnél szolgált. 1944-ben az 1. hadseregnél teljesített szolgálatot. Kétszer megsebesült; 15%-os rokkant lett.
1945–1946 között cipőkereskedéssel foglalkozott. 1947–1949 között egy külkereskedelmi cég cégvezetője volt. 1949-től a Magyar Vagon- és Gépgyárban villanyhegesztő, majd 1952-ig bérelszámolási osztályvezetőként dolgozott. 1953-ban a FŰSZÉRT győri fiókjának vezetőjeként tevékenykedett. 1954–1955 között az Öntöde és Kovácsológyár bérelszámolási osztályvezetője volt. Ezután 1960-ig egy tsz-borkimérés vezetője volt. 
1960-tól Dunaszentpálon tanító volt. 1962-től Győrben lett matematika–fizika szakos pedagógus. 1963-tól az Eötvös Loránd Fizikai Társaság tagja volt. 1966–1968 között a Zenegimnázium igazgatója volt.
1968–1971 között a Pannonhalmi Szőlő- és Borgazdaság igazgatója volt. Ezt követően az Állatforgalmi és Húsipari Vállalat marketingvezetője volt. 1977-től Győrben a Dolgozók Gimnáziumában oktatott matematikát és fizikát. 1982-ben nyugdíjba vonult.

### Politikai pályafutása
1945-ben az FKGP tagja lett. 1988-ban megújította FKGP-s tagságát; 1988–1990 között az FKGP Győr városi és Győr-Sopron megyei szervezetének elnöke volt. 1990–1994 között országgyűlési képviselő (1990–1992: FKGP; 1992–1994: EKGP) volt. 1990–1994 között a Szociális, családvédelmi és egészségügyi bizottság tagja volt.

## Családja
Szülei Szabó Mihály alhadnagy és Holicsek Margit óvónő voltak. 1945-ben házasságot kötött Szokop M. Magdolnával. (?-1984). Három gyermekük született: Anna (1947–), Judit (1952–) és György (1959–).